# Jack Palance
Volodimir Palahnjuk (ukr. Володимир Палагнюк) poznatiji profesionalno kao Jack Palance (18. veljače 1919. – 10. studeni 2006.) je američki filmski glumac ukrajinskog podrijetla. Tijekom pola stoljeća filmske i televizijske karijere bio je nominiran za tri Oskara, često kao najbolji glumac u sporednoj ulozi. Posebno je poznat po američkim western filmovima i talentiranom nastupu u ulogama hladnokrvnih negativaca. Oskara za sporednu ulogu je dobio u filmu »Gradski kauboji« 1991. godine.

## Životopis
Jack Palance je rođen kao Volodimir Palahnjuk u gradu Hazle Township, u Pennsylvaniji (SAD). Imao je četvero braće i sestara, a roditelji Ana (rođ. Gramjak) i Ivan su mu bili ukrajinski imigranti pridošli iz današnje Ternopiljske i Lavovske oblasati. Kao mladić radio je kao rudar, a zatim se 1930-ih počeo baviti profesionalnim boksom pod imenom »Jack Brazzo«. Pobijedio je prvih 15 mečeva, od toga 12 nokautom.
U Drugom svjetskom ratu priključuje se američkoj vojsci, u sklopu ratnog zrakoplovstva. Po otpuštanju iz vojske 1944. upisuje dramsku umjetnost na Sveučilištu Stanford, a nakon toga započinje njegova glumačka odnosno filmska karijera. Godine 1952. u filmovima »Sudden Fear« i »Shane« po prvi puta je nominiran za Oskara, a tek je 1991. u filmu »Gradski kauboji« dobio Oskara za najbolju sporednu ulogu. Za života se dva puta ženio, imao je troje djece, a njegov sin jedinac Cody poginuo je 1998. godine.

## Vanjske poveznice
- IMDb, Jack Palance (1919–2006), (eng.)
- BBC: Veteran western star Palance dies (eng.)